# Route der Industriekultur Rhein-Main Darmstadt

Logo der Route der Industriekultur Rhein-Main

Die Route der Industriekultur Rhein-Main Darmstadt ist eine Teilstrecke der Route der Industriekultur Rhein-Main in der hessischen Stadt Darmstadt. Das Projekt versucht Denkmäler der Industriegeschichte im Rhein-Main-Gebiet zu erschließen.

## Liste der Routen in Darmstadt

### Darmstadt Süd
| Centralstation                                         | 1888/89                   | Erstes Elektrizitätswerk Darmstadts |  |
| Ehemalige Zeppelinhalle                                | 1923                      | Eine von ursprünglich zwei Hallen der Firma Bahnbedarf Rodberg. Die Stahlkonstruktion der ehemaligen Zeppelinhallen wurden 1921 im heutigen Polen demontiert und 1923 in Darmstadt nach Entwürfen des Architekten Jan Hubert Pinand mit expressionistischen Ziegelwänden aufgebaut. Eine Halle 1977 abgebrannt, die verbliebene seit 1999 Parkhaus. |  |
| Röhm & Haas GmbH                                       |                           | Erweiterungsbau mit Portal des Architekten Karl Klee von 1916; Klinkerbau mit vorgelagertem runden Pavillon aus den 1950er Jahren |  |
| Wasserturm Bismarckstraße                              | 1912                      | Der Turm versorgte den Hauptbahnhof und die dortigen Dampflokomotiven mit Wasser |  |
| Miele-Haus                                             | 1928                      | Firmengebäude in expressionistischen Formen von Eugen Seibert |  |
| Darmstädter Privatbrauerei                             | 1880                      | gegründet 1847 von Wilhelm Rummel |  |
| Bronzeschale auf dem Gelände der Firma Gebrüder Roeder | 1929                      | geschaffen vom Darmstädter Künstler Robert Cauer |  |
| Hauptbahnhof                                           | 1912                      | Entworfen vom Architekten Friedrich Pützer |  |
| Ehemaliges HEAG-Umspannwerk                            | 1926                      | Geplant von Eugen Seibert und Georg Markwort in expressionistischen Formen |  |
| Mettegangsiedlung                                      | 1912                      | Arbeitersiedlung nach Plänen des Mainzer Baurates Friedrich Mettegang |  |
| ESA/ESOC                                               | gegründet 1967            | Satellitenkontrollzentrum der Europäischen Weltraumorganisation (ESA) |  |
| Ehemaliger Richthofenbunker                            | 1939                      | Flakturm und Hochbunker. Durch seine heutige Nutzung als Mozart-Archiv auch Mozartturm genannt |  |
| August-Euler-Flugplatz                                 | gegründet 1908            | militärisch und wissenschaftlich genutzter Flughafen. Bis 1992 durch die US-Armee genutzt |  |
| Technologiezentrum (TZ) Rhein Main                     |                           | ehemaliger Exerzierplatz mit Kasernengebäuden, seit 2002 moderner Büropark |  |
| Brücke Rheinstrasse                                    | 1910/12                   | Die Brücke wurde 1950 für elektrische Oberleitungen angehoben |  |
| Wella AG                                               |                           | Seit 2003 gehört Wella zu Procter & Gamble |  |
| EUMETSAT                                               | 1995                      | Das Firmengebäude soll an einen auf die Erde gesetzten Meteosat-Satelliten erinnern. |  |
| Döhler GmbH                                            | 2002                      | Das Flavours-, Innovations- und Technologiezentrum ist Hauptsitz der Döhler-Gruppe |  |
| Ehemalige Grossherzogliche Keramische Manufaktur       | 1906                      | vom Jugendstil beeinflusstes Gebäude des Architekturbüros Lehmann und Wolf aus Halle. |  |
| KPSS GmbH                                              | Mitte der neunziger Jahre | Forschungs- und Entwicklungszentrum |  |
| Software AG                                            | 1984                      | Außergewöhnliches Gebäude, dessen architektonisches Konzept den Menschen in den Mittelpunkt stellen soll. |  |
| Wassermühlenensemble                                   |                           | Zehn Mühlen nutzten früher das starke Gefälle der Modau |  |

### Darmstadt Nord
| Ehemalige Grossherzogliche Meierei                                     | 1900       | kreisförmiges Ensemble mit zwei Fachwerkhäusern       |  |
| Haus Peter Behrens                                                     | 1901       | Behrens entwarf hier sein eigenes Wohnhaus            |  |
| Wasserhochbehälter Mathildenhöhe                                       | 1877–80    | nach Plänen von Otto Lueger                           |  |
| Brauereiturm Dieburger Str.                                            | 1904       | zweifarbige Klinkerfassade                            |  |
| Felsenkeller Dieburger Str.                                            |            | Keller der ehemaligen Brauerei Heinrich Orlemann      |  |
| Kraftwerk der Technischen Universität                                  | 1904       | nach Plänen von Georg Wickop. Umwandlung in Hörsaal   |  |
| Carl Schenck AG                                                        |            | Technologie- und Industriepark                        |  |
| Donges Stahlbau GmbH                                                   |            | Stahlbauunternehmen                                   |  |
| Haus für Industriekultur                                               | 1905–06    | ehemals "Möbelfabrik Alter", heute Druckmuseum        |  |
| Ehemaliger Lokschuppen                                                 | 50er Jahre | heute Weststadtbar                                    |  |
| Ehemalige LKW-Wartungshalle der Deutschen Bahn                         |            | heute Weststadtcafé                                   |  |
| Ehemalige Eisenbahnbrücke der Bahnstrecke Frankfurt am Main–Heidelberg | 1848       | älteste Eisenbahnbrücke Darmstadts                    |  |
| Hottinger Baldwin Messtechnik GmbH                                     | 2002       | moderne Bürogebäude samt Fertigungshallen             |  |
| Ehemaliges Eisenbahn-Ausbesserungswerk                                 | 1885       | Wasserturm sowie zwei Spitzbunker                     |  |
| Ehemaliger Schlachthof                                                 | 1893/93    | nach Plänen des Stadtbaumeisters Stephan Braden       |  |
| Eisenbahnbrücke am Wöhlerweg                                           | 1910–12    | genietete Stahlbrücke                                 |  |
| Chemische Fabrik Merck                                                 |            | Turm, Verwaltungsgebäude und Hauptlaboratorium        |  |
| Ehemaliges Straßenbahndepot                                            | 1924       | nach Plänen des Architekturbüros Markwort und Seibert |  |
| Historisches Eisenbahnmuseum Kranichstein                              | 1898       | seit 1971 Museum                                      |  |
| GSI Helmholtzzentrum für Schwerionenforschung                          | 1969       | Beschleunigeranlage für Ionenstrahlen                 |  |
| Grube Prinz von Hessen                                                 | 1908       | ehemalige Braunkohlengrube, heute Badesee             |  |